# Sporting Club de Douai
Le Sporting Club de Douai (SC Douai) est un club de football français, basé à Douai, fondé en 1907. Le club a évolué durant quatre saisons consécutives dans le championnat de France professionnel, en Division 2, de 1945 à 1949.

## Histoire
Le club est créé en 1907 sous le nom de Sporting Club de Douai (ou Sporting Club Douaisien).
À partir de 1910, il participe au championnat de série B du comité de l'Artois de l'USFSA. Passé en 1912 dans le comité du Nord, il joue toujours en série B dans le groupe Terrien, et remporte le titre à la fin de la saison. Promu en Promotion, le SC Douai termine à la quatrième place, pour cette dernière saison avant le déclenchement de la Première Guerre mondiale. Le club est alors mis en sommeil, comme beaucoup de sociétés du nord de la France, pendant la durée du conflit.
En 1919, le comité du Nord de l'USFSA se transforme en Ligue du Nord de la nouvelle Fédération française de football association, et le SCD garde sa place en Promotion du nouveau championnat. Pendant six saisons, il reste classé au deuxième niveau régional, avant de remporter le titre dans le groupe terrien de la Division d'Honneur B, lors de la saison 1924-25.
Le SC Douai accède alors pour la première fois au plus haut niveau régional, la Division d'Honneur A. Il termine dixième et dernier de ce championnat, et retrouve la saison suivante le deuxième niveau, rebaptisé Première Division B. À l'issue du championnat 1930-31, terminé à la onzième place sur douze de la Promotion d'Honneur (nouveau nom du deuxième niveau régional) du groupe Terrien-Escaut, le Sporting Club est versé dans les championnats du district « Escaut ». En 1942, la Ligue du Nord est dissoute, et le SC Douai rejoint le Comité des Flandres de la nouvelle Fédération française de football. L'année suivante le club fusionne avec l'Amical Club Douaisien et devient le Sporting Amical de Douai.
À la libération, le club retrouve la ligue du Nord reformée, et les championnats du district Escaut.
En 1945, le SA Douai demande et est autorisé à utiliser des joueurs dans une équipe professionnelle.

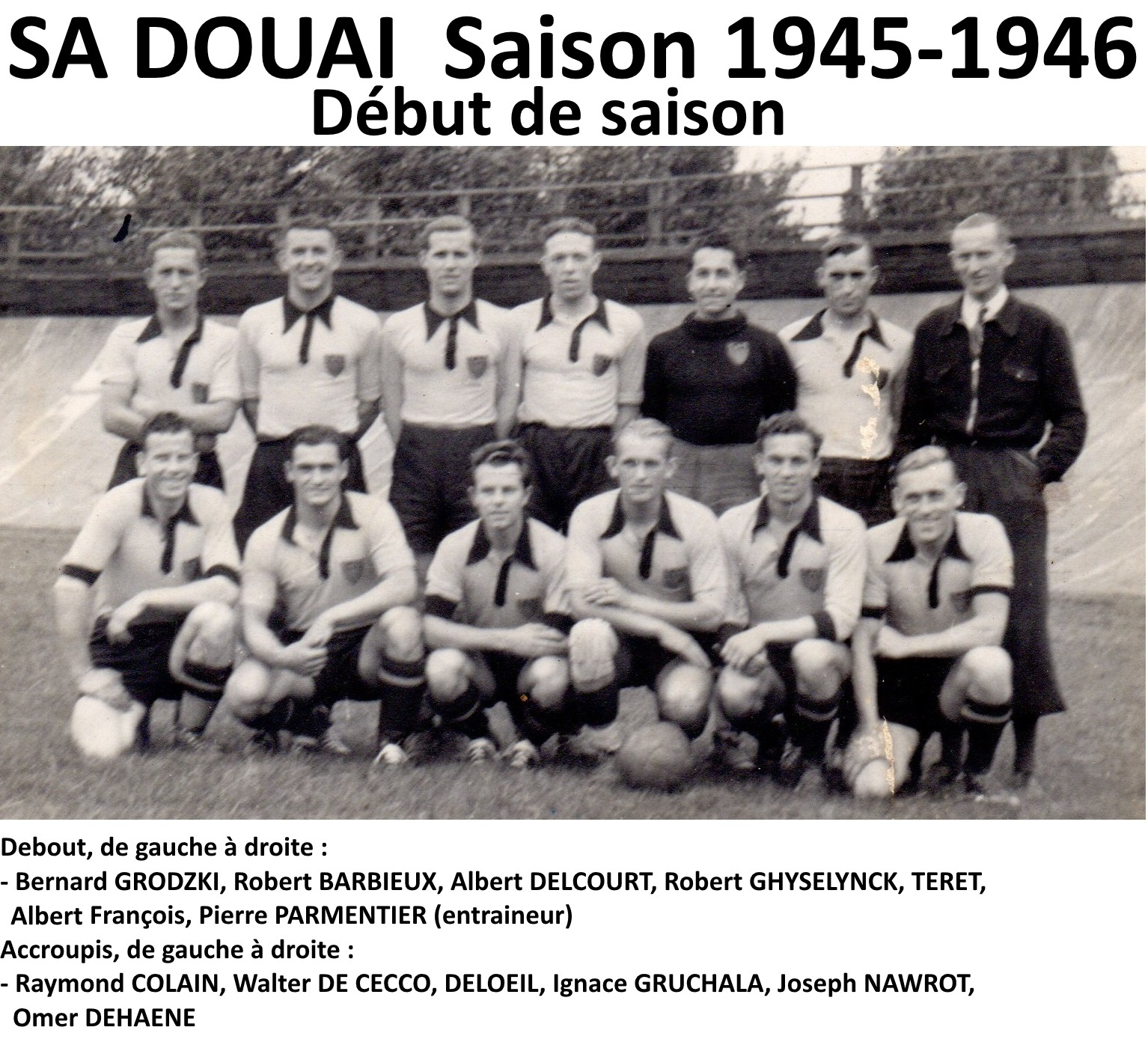
Equipe début de saison
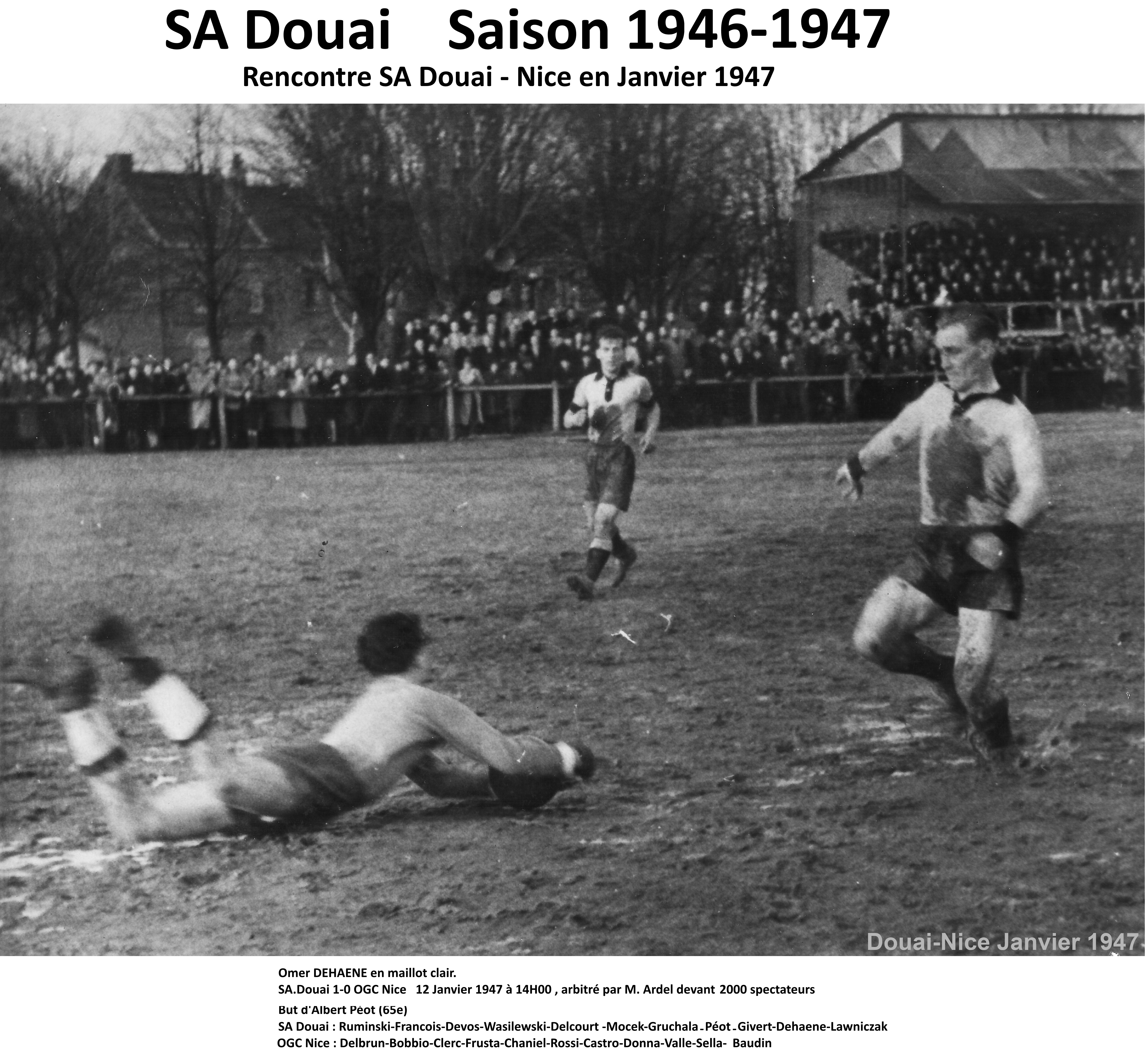
SA Douai/OGC Nice
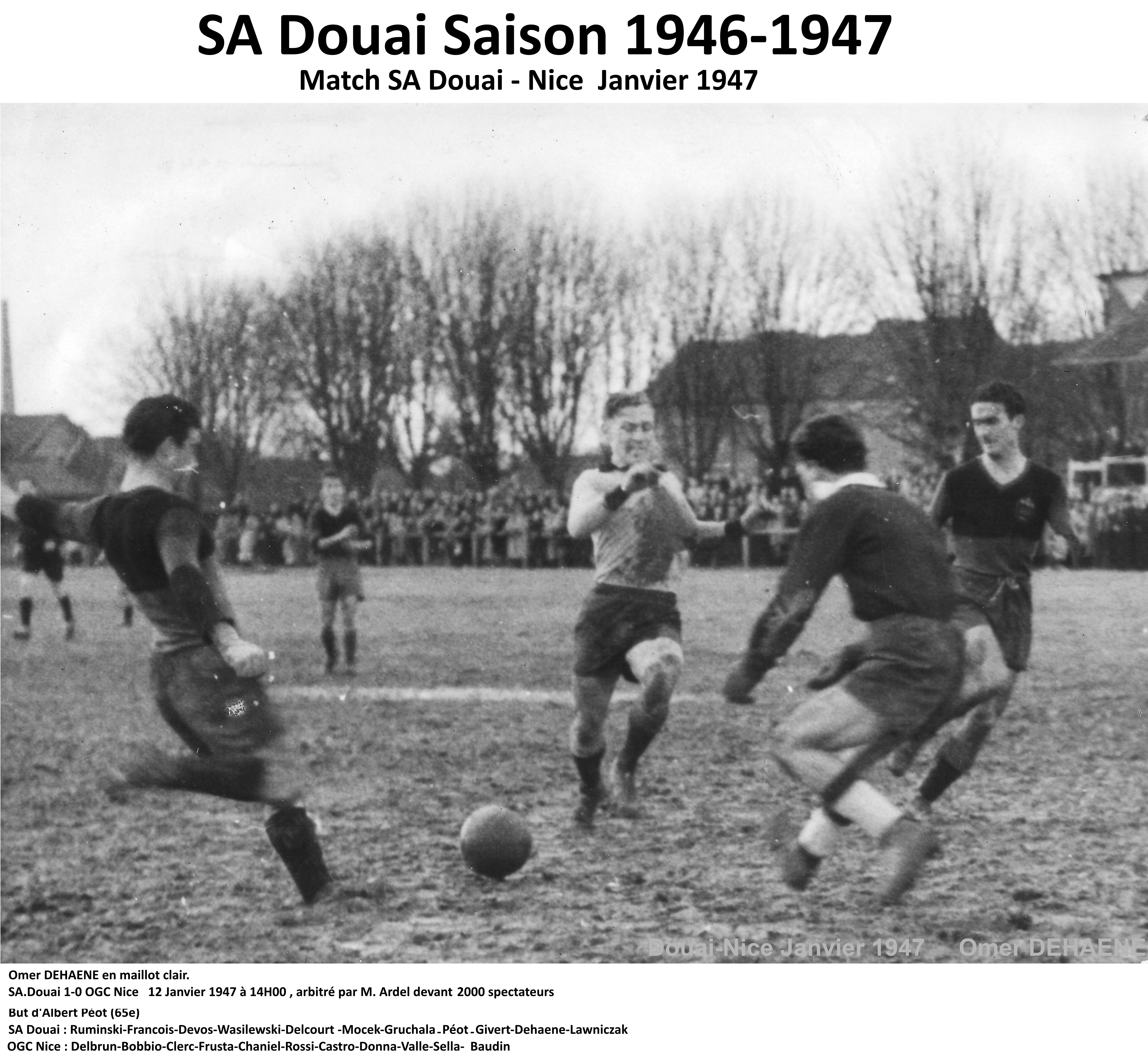
SA Douai/OGC Nice
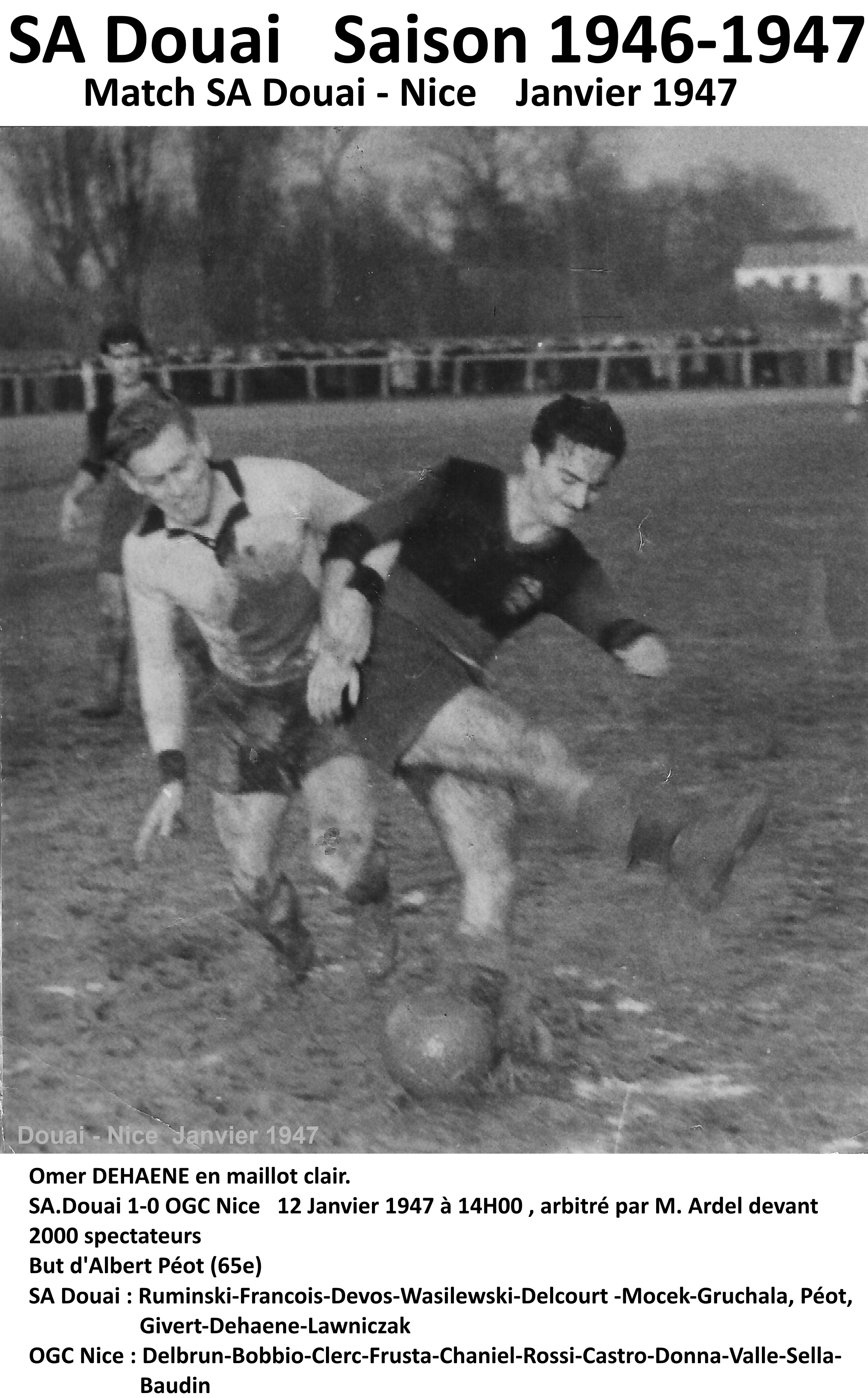
SA Douai/OGC Nice
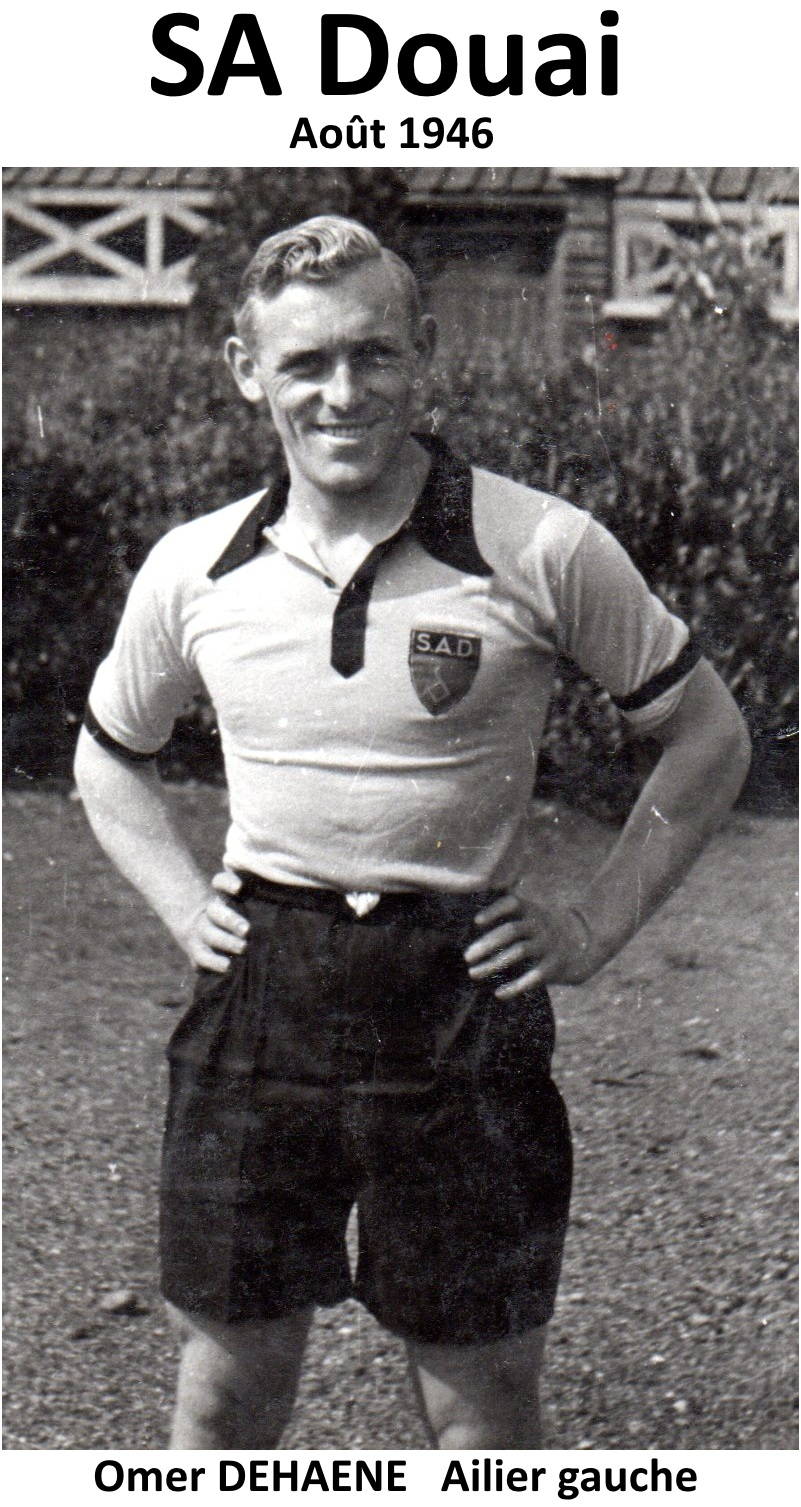
Ailier Gauche du SA Douai
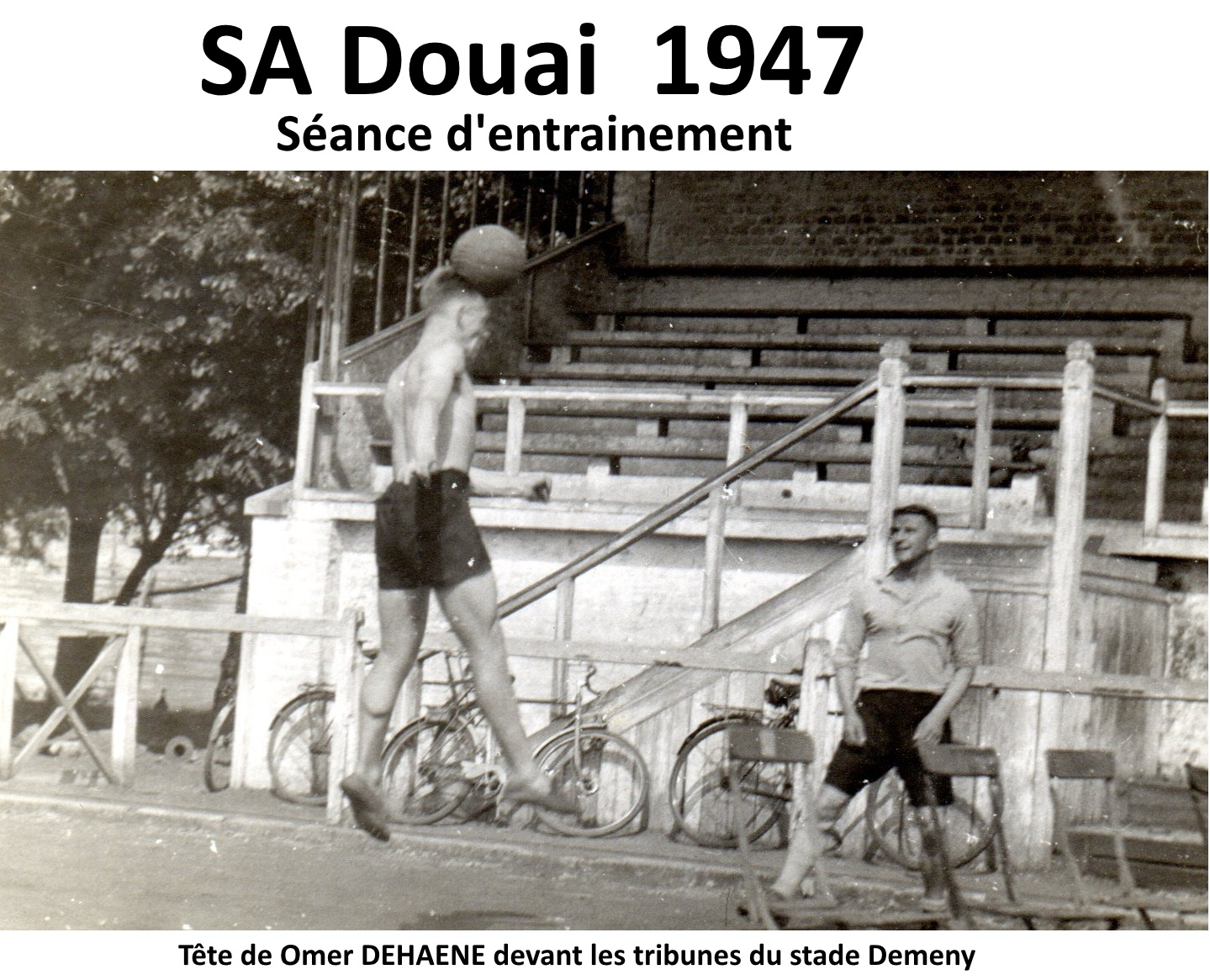
Séance d'entrainement 1947
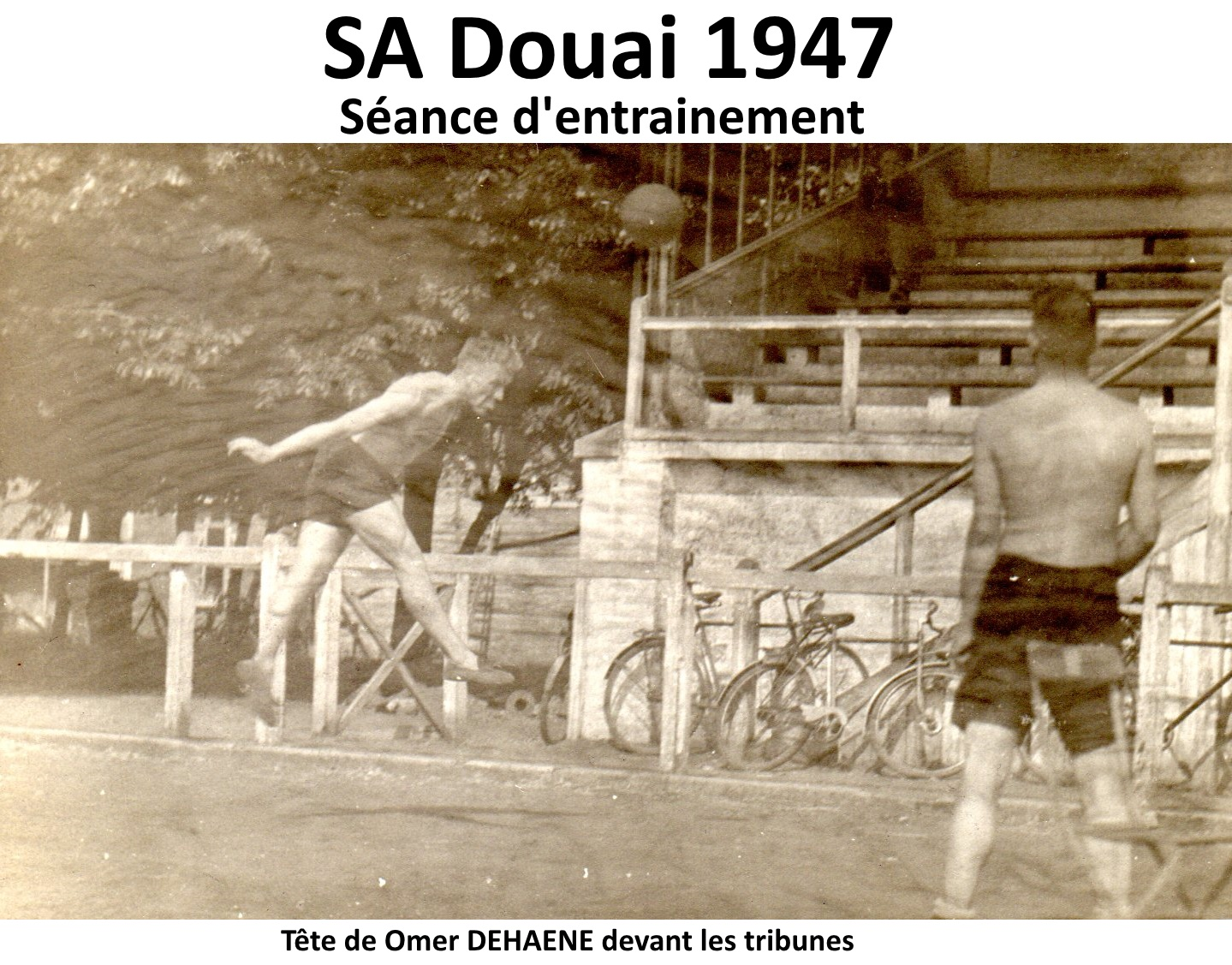
Séance d'entrainement 1947

Après quatre saisons insipides dans le championnat de France professionnel, les dirigeants jettent l'éponge. Comme le prévoit les règlements de la Fédération pour un club quittant le groupement professionnel, l'équipe première rejoint les rangs du CFA pour la saison 1949-50. Comme pour beaucoup d'autres clubs promus de district à CFA, et malgré une fusion avec l'Electric Club de Douai, qui lui donne son nouveau nom de Sporting Electro Club de Douai, il retrouve la deuxième division de district, après quatre relégations successives.
En 1960, il change de titre et redevient le Sporting Club de Douai.
Après de longues années de disette, le club refait surface grâce notamment à l'arrivée de Bernard Ledru, talentueux entraîneur qui, à la fin des années 70, est l'acteur principal d'une remontée spectaculaire en Division 3.
L'équipe est constituée de joueurs très prometteurs tels que Sirecki, Farigoule, Stienne, Poulain, Korus, Wioreck ou encore Fortunato. Ces deux derniers sont même respectivement repérés par le RC Strasbourg et les Girondins de Bordeaux, mais déclineront leurs offres pour raisons familiales.
Dans les années 80, arrivé au sommet du football amateur et ratant de peu à plusieurs reprises la montée en Division 2, le club a d'excellentes bases pour franchir le pas du football professionnel avec l'éventuel sponsoring de Renault-Douai. Malheureusement, il lui manque le soutien de la Municipalité douaisienne, plus encline à soutenir le développement du Tennis-club. Le stade Demeny a par exemple été l'une des rares enceintes de ce niveau à ne pouvoir bénéficier d'un éclairage nocturne.
Un divorce fatal a alors lieu entre la municipalité, le Président du club de l'époque, Monsieur Jean-Pierre Behaeghel et l'Entraineur, Bernard Ledru qui rejoint alors le CRUFC de Calais. Plusieurs joueurs très fidèles à son état d'esprit le suivent d'ailleurs dans son nouveau club. Le Sporting Club de Douai est décapité et replonge rapidement pour retrouver son niveau des années 70.
Après un intermède de deux ans à Calais (1983-1985), Bernard Ledru revient à Douai jusqu'en 1993 pour conseiller les entraîneurs en place. Le club évolue alors en DH et accède début 2000 au CFA 2 qu'il fréquentera pendant 4 saisons, terminant même 4e en 2002. Le milieu des années 2000 marquera un retour à la DH.
Lors de la saison 2007-08, le SC Douai est toujours engagé en championnat de Division d'Honneur (DH) et termine à la 7e place. Cette même saison, Douai a atteint le 7e tour de Coupe de France et s'incline à domicile face au CS Sedan-Ardennes sur le score de 1-2.
Avec de nouvelles ambitions, le SC Douai enregistre en 2014 l'arrivée de Xavier Méride, ancien joueur pro du RC Lens. Ce dernier occupera les fonctions d'entraineur de l'équipe première et de Directeur Technique. Le SC Douai évolue à cette époque en Régional 2.
En 2017, Daniel Leclercq s'investit au club à la fois au niveau de l'équipe première qu'en tant que Directeur Sportif.
Le début de saison 2018-2019 est compliqué pour l'équipe première du club du fait de la mésentente entre le groupe et leur nouvel entraîneur, Ludovic Delporte (ancien joueur pro également). Le président démissionne fin novembre et est suivi par l’entraîneur quelques jours plus tard.
Philippe Brodziak, ancien joueur et entraîneur est élu président le 4 janvier 2019. Xavier Méride reprend sa place d'entraîneur de l'équipe première, il est secondé par Richard Kozak et Mickaël Baranski.
Olivier Grévin, ancien joueur et entraîneur est élu président le 4 février 2021, à la suite de la démission de Philippe Brodziak lors de l’assemblée générale.
En juin 2022, Lahcen Najih se voit confier les rênes de l'équipe première après une période de va et vient entre Régional 2 et Régional 3. Xavier Méride devient Directeur Sportif du club.
La saison 2023 - 2024 se conclue par une deuxième place au championnat R3 de l'équipe fanion qui malheureusement ne permet pas l'obtention d'une montée en R2.

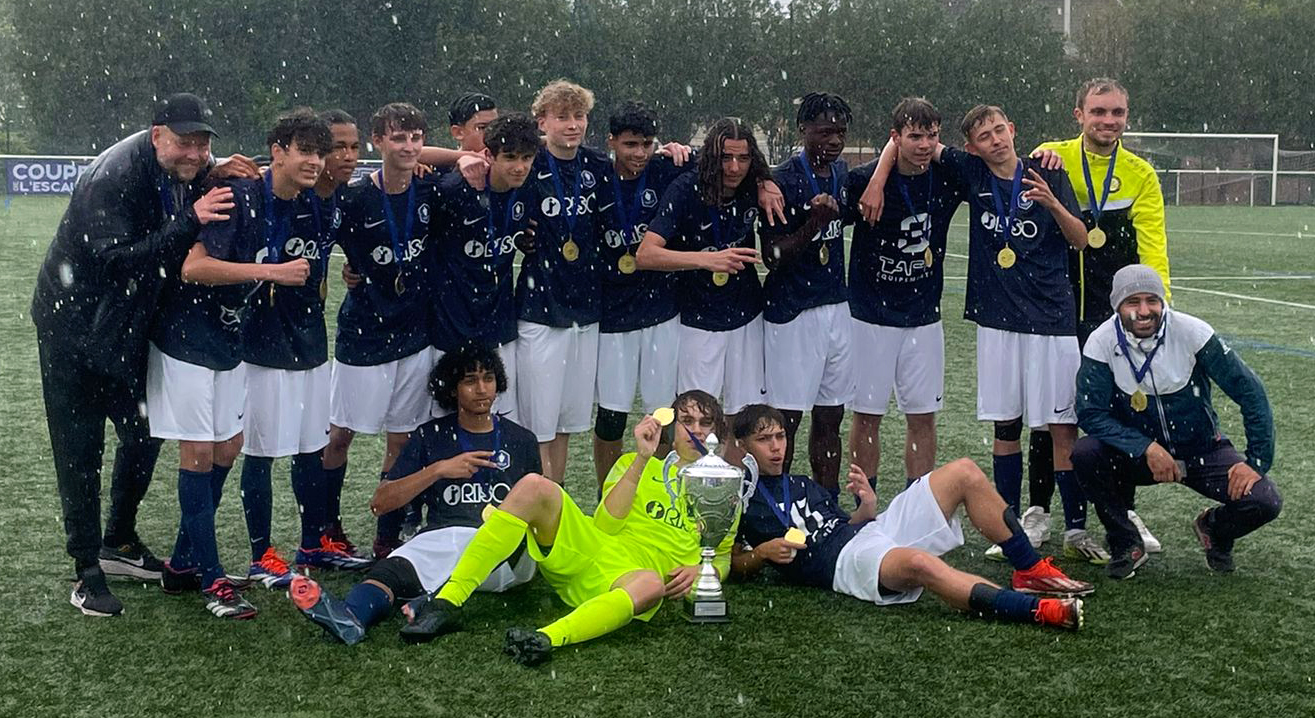
L'équipe U17 du S.C. Douai avec la coupe du District Escaut

Lors de la saison 2024 - 2025, les U18 atteignent la finale régionale de la Coupe Gambardella mais s'inclinent aux tirs au but face à Bercée. Toujours aux tirs au but, mais pour une victoire, les U17 remportent la Coupe du District Escaut en battant Maubeuge lors d'un match qui aura maintenu son suspens jusqu'aux dernières secondes (ouverture du score de Maubeuge à la 91e, égalisation de Douai à la 93e et victoire 6 tab 5).
En début d'année 2025, Xavier Méride reprend les rênes de l'équipe première et Olivier Grévin passe le flambeau de la présidence du club à Jonathan Leroy.

## Le club
| Amical Club Douaisien 1940-1943 no.13112 | Amical Club Douaisien 1940-1943 no.13112 | Amical Club Douaisien 1940-1943 no.13112 | Amical Club Douaisien 1940-1943 no.13112 | Amical Club Douaisien 1940-1943 no.13112 | Amical Club Douaisien 1940-1943 no.13112 |  |  | Sporting Club de Douai 1907-1943 no.273            | Sporting Club de Douai 1907-1943 no.273            | Sporting Club de Douai 1907-1943 no.273            | Sporting Club de Douai 1907-1943 no.273            | Sporting Club de Douai 1907-1943 no.273            | Sporting Club de Douai 1907-1943 no.273            |  |  |                                           |                                           |                                           |                                           |                                           |                                           |  |  |  |  |  |  |  |  |  |  |  |  |
| Amical Club Douaisien 1940-1943 no.13112 | Amical Club Douaisien 1940-1943 no.13112 | Amical Club Douaisien 1940-1943 no.13112 | Amical Club Douaisien 1940-1943 no.13112 | Amical Club Douaisien 1940-1943 no.13112 | Amical Club Douaisien 1940-1943 no.13112 |  |  | Sporting Club de Douai 1907-1943 no.273            | Sporting Club de Douai 1907-1943 no.273            | Sporting Club de Douai 1907-1943 no.273            | Sporting Club de Douai 1907-1943 no.273            | Sporting Club de Douai 1907-1943 no.273            | Sporting Club de Douai 1907-1943 no.273            |  |  |                                           |                                           |                                           |                                           |                                           |                                           |  |  |  |  |  |  |  |  |  |  |  |  |
|                                          |                                          |                                          |                                          |                                          |                                          |  |  |                                                    |                                                    |                                                    |                                                    |                                                    |                                                    |  |  |                                           |                                           |                                           |                                           |                                           |                                           |  |  |  |  |  |  |  |  |  |  |  |  |
|                                          |                                          |                                          |                                          |                                          |                                          |  |  | Sporting Amical de Douai 1943-1949 no.273 puis 125 | Sporting Amical de Douai 1943-1949 no.273 puis 125 | Sporting Amical de Douai 1943-1949 no.273 puis 125 | Sporting Amical de Douai 1943-1949 no.273 puis 125 | Sporting Amical de Douai 1943-1949 no.273 puis 125 | Sporting Amical de Douai 1943-1949 no.273 puis 125 |  |  | Electric Club de Douai 1948-1949 no.10252 | Electric Club de Douai 1948-1949 no.10252 | Electric Club de Douai 1948-1949 no.10252 | Electric Club de Douai 1948-1949 no.10252 | Electric Club de Douai 1948-1949 no.10252 | Electric Club de Douai 1948-1949 no.10252 |  |  |  |  |  |  |  |  |  |  |  |  |
|                                          |                                          |                                          |                                          |                                          |                                          |  |  | Sporting Amical de Douai 1943-1949 no.273 puis 125 | Sporting Amical de Douai 1943-1949 no.273 puis 125 | Sporting Amical de Douai 1943-1949 no.273 puis 125 | Sporting Amical de Douai 1943-1949 no.273 puis 125 | Sporting Amical de Douai 1943-1949 no.273 puis 125 | Sporting Amical de Douai 1943-1949 no.273 puis 125 |  |  | Electric Club de Douai 1948-1949 no.10252 | Electric Club de Douai 1948-1949 no.10252 | Electric Club de Douai 1948-1949 no.10252 | Electric Club de Douai 1948-1949 no.10252 | Electric Club de Douai 1948-1949 no.10252 | Electric Club de Douai 1948-1949 no.10252 |  |  |  |  |  |  |  |  |  |  |  |  |
|                                          |                                          |                                          |                                          |                                          |                                          |  |  |                                                    |                                                    |                                                    |                                                    |                                                    |                                                    |  |  |                                           |                                           |                                           |                                           |                                           |                                           |  |  |  |  |  |  |  |  |  |  |  |  |
|                                          |                                          |                                          |                                          |                                          |                                          |  |  | Sporting Electro Club de Douai 1949-1960 no.125    |                                                    |                                                    |                                                    |                                                    |                                                    |  |  |                                           |                                           |                                           |                                           |                                           |                                           |  |  |  |  |  |  |  |  |  |  |  |  |
|                                          |                                          |                                          |                                          |                                          |                                          |  |  |                                                    |                                                    |                                                    |                                                    |                                                    |                                                    |  |  |                                           |                                           |                                           |                                           |                                           |                                           |  |  |  |  |  |  |  |  |  |  |  |  |
|                                          |                                          |                                          |                                          |                                          |                                          |  |  | Sporting Club de Douai depuis 1960 no.125          |                                                    |                                                    |                                                    |                                                    |                                                    |  |  |                                           |                                           |                                           |                                           |                                           |                                           |  |  |  |  |  |  |  |  |  |  |  |  |

## Identité du club

### Logo

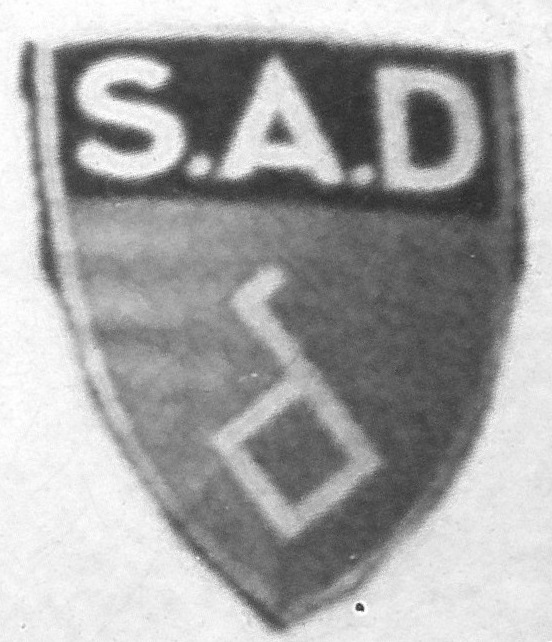
Logo du SA Douai.
Ancien logo.
Logo actuel.

## Palmarès
- Champion de Division d'Honneur Nord : 1977.
- Champion de Division d'Honneur Nord-Pas-de-Calais : 2001.
- Champion de Division d'Honneur B groupe Terrien : 1925.
- Champion de série B groupe Terrien (Comité du Nord de l'USFSA) : 1913.

## Entraîneurs
- 1945-1946 :  Pierre Parmentier
- Années 1940 :  Albert Delcourt
- 1968-1993 :  Bernard Ledru
- 2005-2007 :  Jean-Luc Dewet
- 2009-2010 :  Patrice Selle
- 2009-oct. 2010 :  Reynald Dabrowski
- Oct. 2010-2011 :  Fabien Ibangue
- 2011-2012 :  Mwinyi Zahera
- 2012-2013 :  Mehdi Benaïssi
- 2013-2017 :  Xavier Méride
- 2017 :  Daniel Leclercq
- novembre 2017 - novembre 2018 :  Ludovic Delporte
- décembre 2018 - 2022 :  Xavier Méride
- 2022 - 2024 : Lahcen Najih
- 2025 à ce jour :  Xavier Méride

## Joueurs célèbres
- César Ruminski
- Stanislas Staho
- Bruno Zboralski
- Romain Pitau
- Philippe Lefebvre
- Léon Glowacki
- Guillaume Bieganski
- Angelo Fulgini[9]